# Commodore 1530
Commodore 1530 (C2N) Datasette je kazetofon koji se spajao na Commodoreova 8-bitna računala: Commodore PET, Commodore VIC-20, Commodore 64, Commodore 128, Commodore 16, Commodore 116 i Commodore Plus/4. Koristio se kao jeftino sekundarno spremište podataka.

## Opis i povijest
Datasette je imao ugrađene elektroničke krugove: analogno-digitalni pretvarač i audio filter. Analogno-digitalni pretvarač je preobražavao digitalni signal s računala i pretvarao ga u analogni signal koji je bio podešen za dinamiku kazetofona, a pretvaranje je također bilo u drugom smjeru. Spajao se na računalo posebnim rubnim spojnikom (Commodore 1530) ili preko mini-DIN spojnika (Commodore 1531). Bio je prvi izbor za spremanje podataka, sve dok disk jedinice nisu postale cjenovno dostupne.

## Brzina prijenosa i gustoća podataka
U originalnoj izvedbi Datasette je bio pouzdan, ali spor uređaj. Brzina prijenosa bila je 50 bajta u sekundi, dok se posebnim programima za ubrzavanje (turbo tape, turbo traka) ovaj proces mogao ubrzati deset puta. Na primjer, u originalnoj se izvedbi na jednu stranu trake (kazete) C60 (30 minuta) moglo spremiti oko 100 kB podataka, dok se s turbo snimanjem količina povećala na 1000 kB.

## Galerija
- Prva inačica Commodore 1530 C2N Datasette
- Druga inačica 1530 C2N Datassette
- Datassette 1531
- Jedan od klonova

## Vanjske poveznice

### Ostali projekti
|  | Zajednički poslužitelj ima još gradiva o temi Commodore 1530 |